# Konatopus storeyae
Konatopus storeyae is een vlokreeftensoort uit de familie van de Neomegamphopidae. De wetenschappelijke naam van de soort is voor het eerst geldig gepubliceerd in 2002 door Myers.